# Demetriusz z Faleronu
Demetriusz z Faleronu a. Demetrios z Faleronu (ur. ok. 350, zm. 283 p.n.e.) – filozof, polityk, pisarz i retor grecki, uczeń Arystotelesa i Teofrasta z Eresos.

## Życiorys
Był synem Fanostratosa, niewolnika.
Od 325 p.n.e. Demetriusz brał czynny udział w życiu publicznym Aten. Jako zwolennik Macedonii i przyjaciel Fokiona, po jego śmierci w 319 p.n.e., był zmuszony uciekać z miasta. W 317 p.n.e. został mianowany przez Kassandra archontem Aten i rządził miastem przez 10 lat. Rządy jego przebiegały w duchu umiarkowanej oligarchii, a wspierane były przez macedoński garnizon stacjonujący w Pireusie. Okres ten jednak był dla miasta tak pomyślny, że Ateńczycy w podzięce wystawili mu 360 brązowych posągów, jak pisał jego biograf Diogenes Laertios.
Wygnany z ojczyzny w połowie czerwca 307 p.n.e. przez wrogiego Kassandrowi Demetriusza I Poliorketesa, który zajął Ateny, udał się początkowo do Teb, a następnie w 296 p.n.e. na dwór Ptolemeusza I w Aleksandrii, gdzie poświęcił się literaturze, przeszczepiając filozofię perypatetyczną. Prawdopodobnie to on zainspirował Ptolemeusza I do stworzenia Muzeum Aleksandryjskiego i Biblioteki Aleksandryjskiej, współuczestniczył także przy ich zakładaniu, m.in. ofiarowując bibliotece na początek własne książki.
Po śmierci Ptolemeusza I, wygnany został przez jego następcę Ptolemeusza II do Górnego Egiptu, gdzie zmarł w Busiris, ukąszony przez żmiję.
Według świadectwa Diogenesa Laertiosa pozostawił 50 różnorodnych prac. Był autorem licznych dzieł z zakresu polityki, filozofii, krytyki literackiej, gramatyki i retoryki. Do naszych czasów dotrwały zaledwie fragmenty, pisane stylem barwnym, jasnym, lecz już wyraźnie schyłkowym.
Demetriusz z Faleronu uchodzi za ostatniego wielkiego mówcę attyckiego, był sławiony przez Cycerona i Kwintyliana.